# Bolinders plan

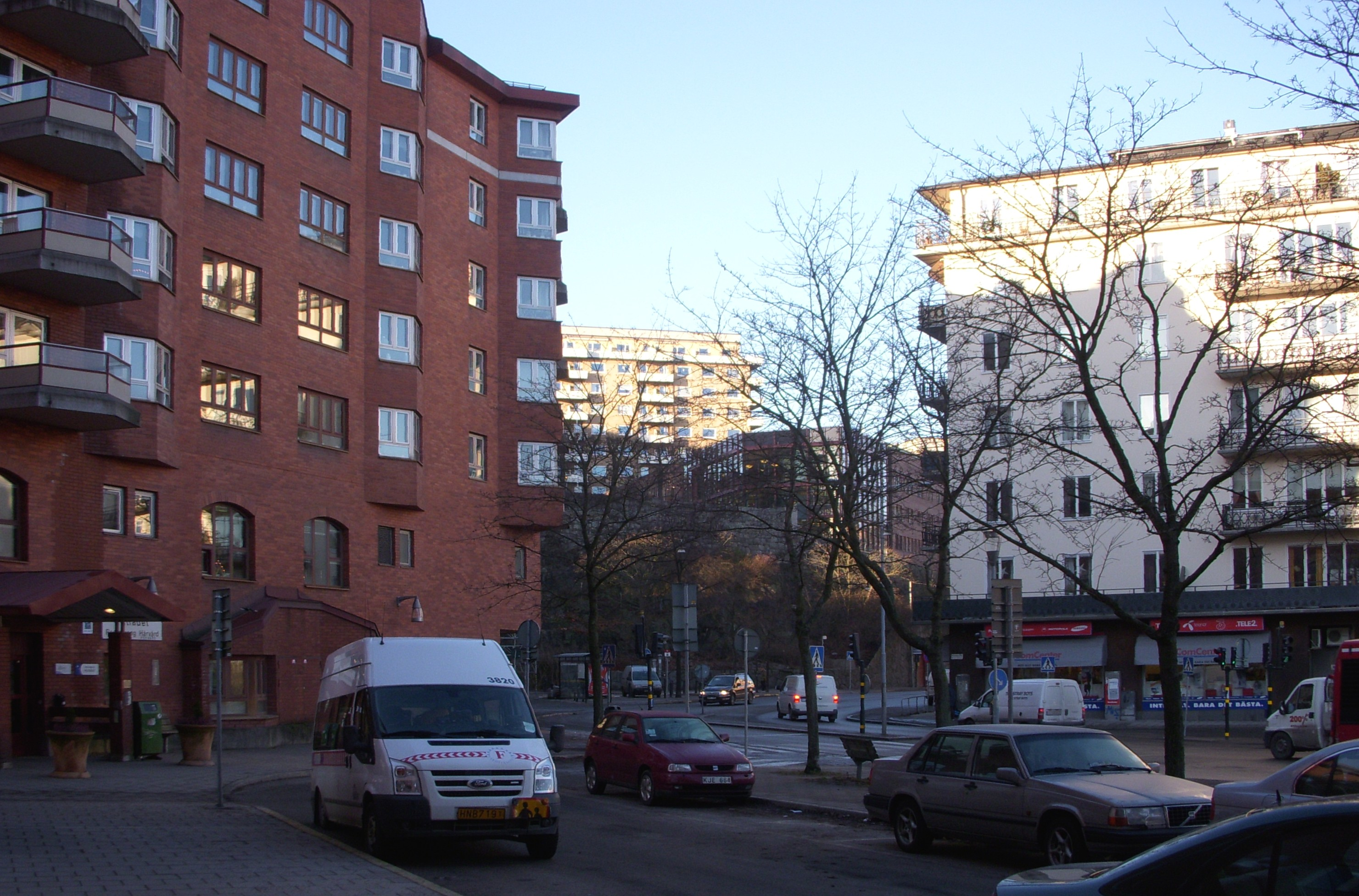
Bolinders plan mot väst, i bakgrunden syns Kungsklippan och Stockholms stadsarkiv, t.h. Bolinders Plan 2, ritat av Erik Lallerstedt.

Bolinders plan är en plats på Kungsholmen i Stockholms innerstad där Kungsholmsgatan ansluter till den bro som utgör förlängningen av Klarabergsviadukten. 
Bolinders plan har fått sitt namn efter industrimannen Jean Bolinder, som från 1855 drev en mekanisk industri, Bolinders verkstäder, i området mellan Klara Sjö och Kungsklippan. 1932 flyttade Bolinders sin verksamhet till Kallhäll respektive Eskilstuna, därefter köpte HSB upp nästan all mark och började 1934 bygga de kända bostadshusen (ritade av Sven Wallander) både uppe på Kungsklippan och nere vid Klara sjö. Bolinders plan, som ligger i utkanten av det tidigare verkstadsområdet, fick sitt nuvarande namn 1933.
Bolinders plan har bara några få adresser. På den södra sidan, mot Serafimerlasarettet, finns bland annat ett par äldreboenden. På den norra sidan står ett bostads- och kontorshus i funkisstil.
Vid entrén till äldreboendet på Bolinders plan 1 finns Sven Lundqvists skulptur Kejsarens nya kläder.